# Huh Mi-mi
Huh Mi-mi (kor. 허미미 ;ur. 19 grudnia 2002) – południowokoreańska judoczka. Srebrna i brązowa medalistka olimpijska z Paryża 2024, w wadze lekkiej.
Triumfatorka mistrzostw świata w 2024; piąta w 2022 i 2023; uczestniczka zawodów w 2025, a także zdobyła medal w drużynie. Startowała w Pucharze Świata w 2023. Wicemistrzyni Azji w 2024. Wygrała Uniwersjadę w 2021 i 2025 roku.

## Letnie Igrzyska Olimpijskie 2024
| Konkurencja | Eliminacje                | Eliminacje                          | Finały                | Finały                  | Klas. końcowa |
| Konkurencja | Przeciwnik I              | 1/4                                 | 1/2                   | Finał                   | Miejsce       |
| ----------- | ------------------------- | ----------------------------------- | --------------------- | ----------------------- | ------------- |
| 57 kg       | Timna Nelson-Levy (ISR) Z | Lkhagvatogoogiin Enkhriilen (MGL) Z | Rafaela Silva (BRA) Z | Christa Deguchi (CAN) P | 2.            |